# AFAS Stadion
Le AFAS Stadion est un stade de football situé à Alkmaar, aux Pays-Bas. 
Construite en 2006 pour remplacer le vétuste Alkmaarderhout (en), l'enceinte accueille principalement les matches de l'AZ Alkmaar. Sa capacité initiale est de 19 500 places, mais le stade est construit de façon à pouvoir être agrandi facilement.
Baptisé initialement DSB Stadium, en référence à la DSB Bank (en), sponsor principal du club à l'époque, le stade est débaptisé à la suite de la faillite de l'entreprise. En 2010, il prend le nom de AFAS Stadion, en référence au nouveau sponsor principal, AFAS ERP Software.

## Événements
- Le 10 août 2019, une partie du toit s'effondre à cause d'une tornade et de fortes rafales de vents, en ne causant aucun blessé ; le stade étant vide au moment des faits[2],[3].

### Liens externes

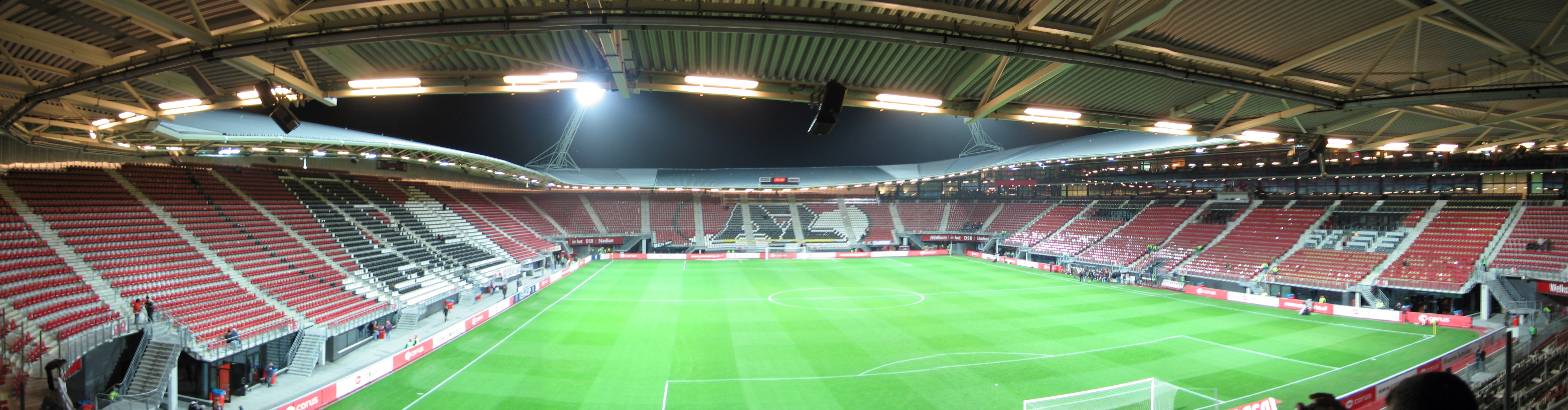
Vue panoramique du stade